# Слободзея (Бельцы)
Слободзея (рум. Slobozia) — один из районов(секторов) города Бельцы, расположенный на левом берегу реки Реут.
Село Слободзея, близ Бельц, впервые задокументировано в грамоте, изданной господарем Григорием III Гика, 20 августа 1766 года. В грамоте указаны границы земель села Слободзея, переданных монастырю Св. Спиридона в Яссах.
Административный сектор Слободзея муниципия Бэлць. Ранее - два микрорайона города Бельцы: Старая Слободзея и Новая Слободзея.
Жилой фонд - 30 многоквартирных домов.
На территории сектора расположены:
- железнодорожная станция Бельцы-Слободзея,
- 4 школы (лицея),
- 2 детских сада,
- стадион «Локомотив».

## Социально-экономическая структура
Население района оценивалось в 2003 г. в 17,8 тыс. жителей. Жилая застройка сектора представлена частными и многоэтажными домами.
Промышленная зона включает ряд крупных предприятий — «Молдагротехника», Автобусный парк, Нефтяные базы АО «Лукойл-Молдова», «Тирекс-Петрол».
Но самая крупная это свободная экономическая зона